# Tangaxuan II
Tangaxuan II, wł. Franciszek Tzimtzincha-Tangaxuan II (ur. ?, zm. 1530) – ostatni niezależny władca (tzw. cazonci) ludu Purepecha (Tarasków) w latach 1520–1530.

## Panowanie
W latach młodości brał udział w wojnie o saletrę (1480–1510) przeciwko sąsiednim indiańskim państewkom, ale Taraskowie przegrali tę wojnę.
W 1520 na czarną ospę zmarł cazonci Zuangua, ojciec Tangaxuana II. W 1521 sytuacja w Mezoameryce gwałtownie się zmieniła. Upadło wielkie azteckie miasto Tenochtitlán. Po otrzymaniu informacji o klęsce potężnego sąsiada, nowy władca zdecydował się zabezpieczyć swoje państwo przed podobnym losem. Na przełomie lat 1521/1522 wysłał do hiszpańskich konkwistadorów poselstwo. W wyniku tej misji do ówczesnej stolicy Purepecha – Tzintzuntzan – przybyła delegacja hiszpańska. Rozmowy były pomyślne i zakończyły się powrotem misji hiszpańskiej z bogatymi darami. Jednak z uwagi na pewną ilość złota, państwo Tarasków stało się powodem zainteresowania Hernána Cortésa.
Jeszcze w 1522 roku Cortés postanowił siłowo podporządkować sobie państwo Tangaxuana II i wysłał zbrojną ekspedycję pod wodzą Cristóbala de Olida. Władca Tarasków zdołał w obliczu zagrożenia zebrać potężną armię – nawet do 100 tys. wojowników – ale jego siły w decydującym momencie odmówiły walki. W tej sytuacji Tangaxuan II spotkał się z najeźdźcami w Pátzcuaro i tam podporządkował siebie i całe państwo administracji hiszpańskiej. Ochrzcił się i przyjął imię Franciszek. Dzięki temu zachował przez kolejne lata dość szeroką autonomię. Układ Tangaxuana II z de Olidą zakładał, że państwem Purepecha wspólnie będą rządzić: cazonci oraz Cortés. Wyrazem tego miał być podwójny trybut płacony przez ludność Purepecha swojemu władcy oraz Cortésowi.

## Upadek i śmierć
Porozumienie indiańsko-hiszpańskie przetrwało do końcówki roku 1529. Wówczas, prowadząc ekspedycję w sile 500 Hiszpanów i do 10 tys. Indian, do państwa Tarasków dotarł Nuño Beltrán de Guzmán. Jego ekspedycja szukała nowych ziem, z których można było uzyskać siłę roboczą. W Pátzcuaro konkwistador stwierdził, że Tangaxuana II sprawuje faktycznie całkowicie niezależną władzę. Zdecydował się wówczas na obalenie panującego cazonci i na faktyczny podbój jego państwa. W tym celu sprzymierzył się z lokalnym wpływowym szlachcicem – Pedro Panza Cuinierángarim. Zyskując poparcie części Tarasków, de Guzmán na początku 1530 aresztował władcę Purepecha i osądził za planowanie buntu, zaprzestanie płacenia daniny, sodomię i herezję. Tangaxuan II był torturowany, a następnie skazany na ciągnięcie za koniem i śmierć przez spalenie. Prochy monarchy rozrzucono nad brzegiem rzeki Río Lerma.
Wraz ze śmiercią Tangaxuana II dla Purepecha-Tarasków rozpoczął się okres prześladowań i terroru. Na czele państwa stawali zaś kolejni marionetkowi władcy, całkowicie zależni od poparcia Hiszpanów. Jedyny syn Tangaxuana II – Antonio Huitzimengari, który był chrześniakiem przyszłego wicekróla Nowej Hiszpanii, Antoniego de Mendoza, przeszedł na służbę hiszpańską jako gubernator Pátzcuaro. Natomiast – niepotwierdzona źródłowo – legenda mówi o tym, że po śmierci swojego ojca na czele antyhiszpańskiego buntu miała stanąć córka Tangaxuana II, Erendira.
W 1938 w Pátzcuaro odsłonięto pomnik upamiętniający Tangaxuana II. Jego autorem jest rzeźbiarz Guillermo Ruiz.